# Grant Stafford
Grant Stafford (* 27. Mai 1971 in Johannesburg) ist ein ehemaliger südafrikanischer Tennisspieler.

## Leben
Stafford erreichte 1989 an der Seite von Wayne Ferreira das Viertelfinale des Juniorenturniers der French Open; beide gewannen im selben Jahr den Titel bei den US Open Junior Championships. Im darauf folgenden Jahr wurde er Tennisprofi. 1992 gewann er seinen ersten Doppeltitel auf der ATP Challenger Tour. Insgesamt errang er im Laufe seiner Karriere elf Challenger-Doppeltitel sowie drei Challenger-Einzeltitel. 1993 stand er in Durban erstmals in einem Einzelfinale auf der ATP World Tour, bei seinen insgesamt drei Finalteilnahmen konnte er jedoch nie einen Titelgewinn feiern. Erfolgreicher war er im Doppelwettbewerb, hier gelangen ihm im Laufe seiner Karriere fünf ATP-Doppeltitel. Seine höchste Notierung in der Tennis-Weltrangliste erreichte er 1994 mit Position 53 im Einzel sowie 1998 mit Position 42 im Doppel.
Sein bestes Einzelergebnis bei einem Grand-Slam-Turnier war das Erreichen des Achtelfinales bei den Australian Open 1994. Dort siegte er gegen Mark Philippoussis, Emilio Sánchez und Marc Rosset, bevor er Goran Ivanišević unterlag. In Wimbledon erreichte er 1992 die dritte Runde nach Siegen über Thomas Muster und Patrick McEnroe und unterlag dann Stefan Edberg. In der Doppelkonkurrenz erreichte er jeweils das Viertelfinale der Australian Open und der US Open. Sein bestes Ergebnis im Mixed war die Halbfinalteilnahme bei den French Open 1999. An der Seite von Esme De Villiers war er den späteren Titelgewinnern Piet Norval und Katarina Srebotnik unterlegen.
Stafford spielte zwischen 1994 und 1999 sieben Einzel- sowie eine Doppelpartie für die südafrikanische Davis-Cup-Mannschaft. Seine einzige Doppelpartie gewann er an der Seite vom Ellis Ferreira gegen Andrei Olchowski und Andrei Tscherkassow, im Einzel konnte er dagegen keinen einzigen Sieg erringen. Unter anderem unterlag er Tim Henman, Greg Rusedski, Tommy Haas und Thomas Enqvist.

## Erfolge
| Legende                       |
| Grand Slam                    |
| Tennis Masters Cup            |
| ATP Masters Series            |
| ATP International Series Gold |
| ATP International Series (5)  |
| ATP Challenger Series (9)     |

### Einzel

#### Turniersiege
| Nr. | Datum          | Turnier         | Belag     | Finalgegner     | Ergebnis      |
| --- | -------------- | --------------- | --------- | --------------- | ------------- |
| 1.  | 1. April 1996  | West Bloomfield | Hartplatz | Sargis Sargsian | 6:4, 6:2      |
| 2.  | 29. April 1996 | Andijon         | Hartplatz | Stéphane Simian | 6:2, 6:7, 6:4 |
| 3.  | 6. Mai 1996    | Jerusalem       | Hartplatz | Chris Haggard   | 6:4, 6:3      |

#### Finalteilnahmen
| Nr. | Datum          | Turnier | Belag     | Finalgegner      | Ergebnis      |
| --- | -------------- | ------- | --------- | ---------------- | ------------- |
| 1.  | 29. März 1993  | Durban  | Hartplatz | Aaron Krickstein | 3:6, 6:77     |
| 2.  | 8. Juli 1996   | Newport | Rasen     | Nicolás Pereira  | 6:4, 4:6, 4:6 |
| 3.  | 21. April 1997 | Orlando | Sand      | Michael Chang    | 6:4, 2:6, 1:6 |

### Doppel

#### Turniersiege

##### ATP Tour
| Nr. | Datum            | Turnier       | Belag     | Partner          | Finalgegner                      | Ergebnis      |
| --- | ---------------- | ------------- | --------- | ---------------- | -------------------------------- | ------------- |
| 1.  | 14. Oktober 1996 | Tel Aviv      | Hartplatz | Marcos Ondruska  | Eyal Erlich Noam Behr            | 6:3, 6:2      |
| 2.  | 20. April 1998   | Orlando       | Sand      | Kevin Ullyett    | Michael Tebbutt Mikael Tillström | 4:6, 6:4, 7:5 |
| 3.  | 4. Mai 1998      | Coral Springs | Sand      | Kevin Ullyett    | Mark Merklein Vincent Spadea     | 7:5, 6:4      |
| 4.  | 20. Juli 1998    | Washington    | Hartplatz | Kevin Ullyett    | Wayne Ferreira Patrick Galbraith | 6:2; 6:4      |
| 5.  | 1. Januar 2001   | Adelaide      | Hartplatz | David Macpherson | Wayne Arthurs Todd Woodbridge    | 6:7, 6:4, 6:4 |

##### Challenger Tour
| Nr. | Datum            | Turnier   | Belag     | Partner              | Finalgegner                         | Ergebnis      |
| --- | ---------------- | --------- | --------- | -------------------- | ----------------------------------- | ------------- |
| 1.  | 4. Mai 1992      | São Paulo | Hartplatz | Kevin Ullyett        | Gerardo Martínez Tom Mercer         | 7:6, 6:4      |
| 2.  | 11. Mai 1992     | Itu       | Hartplatz | Kevin Ullyett        | Bertrand Madsen Todd Nelson         | 6:1, 6:3      |
| 3.  | 2. November 1992 | Aachen    | Teppich   | Christo van Rensburg | Michael Mortensen Christian Saceanu | 6:1, 6:3      |
| 4.  | 26. April 1993   | Rom       | Sand      | David Nainkin        | Danilo Marcelino Fernando Meligeni  | 6:0, 6:1      |
| 5.  | 26. April 1993   | Brest     | Teppich   | Ellis Ferreira       | Mike Briggs Trevor Kronemann        | 2:6, 7:5, 7:5 |
| 6.  | 29. Juli 1996    | Lexington | Hartplatz | Geoff Grant          | Chad Clark Tamer El Sawy            | 7:5, 6:1      |

#### Finalteilnahmen
| Nr. | Datum         | Turnier  | Belag     | Partner        | Finalgegner                   | Ergebnis |
| --- | ------------- | -------- | --------- | -------------- | ----------------------------- | -------- |
| 1.  | 28. März 1994 | Sun City | Hartplatz | Ellis Ferreira | Marius Barnard Brent Haygarth | 3:6, 5:7 |